# Мінуцій Фелікс
Марк Мінуцій Фелікс (лат. Marcus Minucius Felix, дати народження й смерті не відомі ) — християнський письменник, адвокат часів Римської імперії, жив між 150 та 270 роками.

## Життєпис
Походив з Африки. За освітою був правником. Добре знав грецьку і римську літературу. Після закінчення навчання став знаменитим адвокатом в Римі, згодом прийняв християнство. Його друзями були Октавій Януарій і Цецилій Наталіс.

## Творчість
Єдиний твором Мінуція Фелікса, який зберігся на тепер, є «Октавій». В ньому друзі автора — Януарій й Наталіс — виступають співрозмовниками. За змістом «Октавій» скоріше нагадує філософський діалог, ніж апологію. Сутність християнства Мінуцій Фелікс зводить до монотеїзму, віри в безсмертя й етичної досконалості стоїків. Обґрунтування носять філософський, а не теолого—біблійний характер. Це твір малооригінальний, заснований на творах Цицерона: за змістом і діалогічної формою він нагадує «Про природу богів», за характером розробки теми — «Про закони». Присутні також відсилання до стоїків: Сенеку Молодшого і Посідонія. Важливість «Октавія» полягає в об'єктивності та відсутності різких випадів. Прекрасною мовою і досконалістю композиції твір Мінуція Фелікса перевершує всі апології II й III ст. н. е.